# Бурггайм
Бурггайм (нім. Burgheim) — громада в Німеччині, розташована в землі Баварія. Підпорядковується адміністративному округу Верхня Баварія. Входить до складу району Нойбург-Шробенгаузен.
Площа — 49,73 км2. Населення становить 4525 ос. (станом на 31 грудня 2020).